# Hendrik Snoek
Hendrik Snoek (* 2. April 1948 in Münster, Westfalen) ist ein ehemaliger deutscher Springreiter und Geschäftsführer der Ratio-Unternehmensgruppe. Bekanntheit erlangte er außerdem durch seine Entführung im November 1976.

## Leben

### Jugend und Beginn der sportlichen Karriere
Snoek wuchs in einer reitsportbegeisterten Familie auf. Sein Vater, Egbert Snoek, war neben seiner beruflichen Tätigkeit als Gründer und Gesellschafter der RATIO Handel GmbH Pferdezüchter und ab 1980 Präsident des traditionsreichen Westfälischen Reitervereins in Münster. Seine Schwester Elke war mit FN-Präsident Breido Graf zu Rantzau verheiratet.
Hendrik Snoek begann im Alter von sechs Jahren in Wolbeck mit dem Voltigieren, zum Reiten kam er im Alter von neun Jahren. Im Jahre 1968 gewann er auf seinem Pferd „Dorina“ den Wettbewerb im Springreiten beim CHIO Aachen. 1972 folgte ein Sieg beim Hickstead Derby auf „Shirokko“. 1975 wurde er in München auf „Rasputin“ Europameister im Teamwettbewerb. Ein Jahr später war Snoek Reservereiter bei den Olympischen Sommerspielen in Montreal.

### Entführung
In der zweiten Jahreshälfte 1976 ereigneten sich in der Bundesrepublik Deutschland kurz hintereinander fünf Entführungen, bei denen es um die Erpressung von Lösegeld ging. Am 8. Oktober traf es den Fuldaer Unternehmer Wolfgang Gutberlet, am 29. Oktober den Karlsberg-Erben Gernot Egolf, am 14. Dezember Richard Oetker, am 20. Dezember schließlich den sechsjährigen Eustachius Hell.
Zu dieser Serie gehört auch die Entführung von Hendrik Snoek am 3. November 1976. Zwei Männer verschleppten ihn aus seiner Wohnung in Münster und versteckten ihn in einem 52 Meter hoch gelegenen Hohlraum eines Pfeilers der Ambachtalbrücke bei Herborn. Von den Eltern forderten sie ein Lösegeld von 5.000.000 DM. Dieses sollte Snoeks bester Freund Breido Graf zu Rantzau in der Nähe von Frankfurt am Main übergeben. Am 5. November sah ein Mitarbeiter der Stadt Herborn auf einer Routinefahrt zufällig Papierfetzen, die Snoek aus einer Öffnung warf. Die daraufhin alarmierte Polizei fand den Entführten mit einer Kette um den Hals gefesselt vor und befreite ihn. Wenige Stunden zuvor hatten die Entführer das geforderte Lösegeld erhalten, anschließend aber das Versteck des Entführten nicht bekanntgegeben und jeglichen Kontakt zur Familie abgebrochen. Aufgrund der zu der Zeit vorherrschenden Temperaturen von teilweise 0 Grad Celsius hätte Hendrik Snoek nicht mehr lange leben können.
Die Polizei nahm bald darauf zwei Verdächtige fest. Einer erhängte sich während der Untersuchungshaft, den anderen verurteilte das Landgericht Münster zu 13 Jahren Haft. Vom Lösegeld konnte man bis Ende 1977 knapp 750.000 DM sicherstellen.

### Weitere Karriere
Nur eine Woche nach seiner Entführung belegte Snoek bei einem Reitturnier in Wien den dritten Platz. 1977 wurde er Deutscher Meister im Springreiten auf „Gaylord“. Den Großen Preis der Dublin Horse Show gewann er 1984 auf „Palma Nova“ und beendete fünf Jahre später seine Karriere als Springreiter.
Während sein Vater von 1978 bis 2003 Aufsichtsratsvorsitzender der Ratio GmbH & Co. KG (bis 11. April 2013: Ratio Handel GmbH & Co. KG) war, wurde Hendrik Snoek Geschäftsführer der Firma.
Im Jahr 1978 wurde er zum Aktivensprecher im Springausschuss des DOKR gewählt. Von 1993 bis 2005 war er Chef des Springausschusses. Ebenfalls im Jahr 1993 übernahm Hendrik Snoek von seinem Vater die Präsidentschaft des Westfälischen Reitervereins und ist damit Veranstalter des Turniers der Sieger vor dem Münsteraner Schloss. Im Jahr 2005 erhielt er das Deutsche Reiterkreuz in Gold. Der Sportbund der Stadt Münster zeichnete ihn 2007 beim Ball des Sports mit dem Sport-Oscar aus.
Hendrik Snoek betreibt, wie bereits sein Vater, vor den Toren von Münster die Reitanlage Gut Berl. Lars Nieberg ist hier als Leiter des Guts beschäftigt, er folgte im März 2013 Kurt Gravemeier in diesem Amt nach. Als Bereiter waren hier bereits Markus Merschformann, Toni Haßmann und Katrin Eckermann tätig.